# Francisco Traver
Francisco Traver Torras (Castellón de la Plana, Comunidad Valenciana, 1951) es un psiquiatra, músico y escritor español.
Exjefe de servicio del área de salud mental del Hospital Provincial de Castellón de la Plana y actualmente está jubilado, el cual dirigió de 1995 a 2001. Asimismo, fue presidente de la SPCV en el período 2000 - 2002. En los últimos años ha centrado su actividad en el tratamiento de los trastornos alimentarios.
Es autor de numerosos artículos sobre temas relativos con su especialidad y también sobre lo que él denomina “neurocultura”, es decir, una confluencia transdisciplinar que rellena el hueco entre la neurobiología y la psicología social. Su área de preferencia doctrinal es el psicoanálisis, a pesar de no considerarse un psicoanalista práctico. Ha publicado varios libros de ensayo, novela y poesía. Algunas de sus obras a destacar son: "Un estudio sobre el masoquismo" y "Del mito a la clínica". Ha participado asimismo en la obra “Espiritualidad y Política” (2011), junto a autores como Ken Wilber, Federico Mayor Zaragoza, Erwin Laszlo, Leonardo Boff y diversos otros.
Recientemente ha participado en otro libro coral con autores de la talla de Stanislaw Grof, Manuel Almendro y otros en un proyecto interdisciplinar acerca de ¿”Qué es la curación?” (2013), publicado por Kairós.
Autor de los blogs  "Neurociencia-Neurocultura"  y  “La nodriza de las hadas y el rey carmesí” 
En su faceta musical es autor de la música de la ópera rock L’home de cotó en pel, estrenada en 1974 junto a Ricardo Bellveser y otros, así como de la suite sinfónica Fadrell, estrenada en 2004.
Como psiquiatra, se ubica en una línea freudiana no militante, aunque se define como ecléctico.